# Matrei in Osttirol
Matrei in Osttirol település Ausztriában, Tirolban a Lienzi járásban található. Területe 277,8 km², lakosainak száma 4 677 fő, népsűrűsége pedig 17 fő/km² (2014. január 1-jén).

## Földrajza
A település 975 méteres tengerszint feletti magasságban fekszik, a Tauern-völgy és a Virgen-völgy találkozásánál, az Isel patak völgyében.
A település hegyei a következők: Großvenediger (3657 m), Rainerhorn (3559 m), Schwarze Wand (3503 m), Hoher Zaun (3451 m), Kristallwand, Weißspitze (3300 m)  Hoher Eichham (3371m) és a Schlatenkees-gleccser

## Története
A kora középkorban Matrei a karintiai Lurngauhoz (Lurn grófság) tartozott. 1212-ben a salzburgi érsekség vette át az irányítást a Matrei terület felett. A 16. század elején Tirolban és Salzburgban parasztfelkelések voltak, amelyekben 1525-ben a matreiak is részt vettek.
A napóleoni háborúk idején a matreiak részt vettek az 1797-es francia invázió tiroli védelmében. A franciák 1809. december 24-én elfoglalták Matreit, és 1811-ben odaítélték az újonnan létrehozott illír tartományoknak. 1813-ban a francia uralom véget ért, és I. Ferenc császár elrendelte Windisch-Matreis egyesülését Tirollal. 

## Közigazgatás
A község részei: Berg, Bichl, Feld, Ganz, Glanz, Gruben, Hinterburg, Hinteregg, Huben, Kaltenhaus, Kienburg, Klaunz, Klausen, Matrei in Osttirol, Mattersberg, Moos, Proßegg, Raneburg, Seblas, Tauer, Waier és Zedlach

## Fordítás
- Ez a szócikk részben vagy egészben  a   Matrei in Osttirol című német Wikipédia-szócikk fordításán alapul.  Az eredeti cikk szerkesztőit annak laptörténete sorolja fel. Ez a jelzés csupán a megfogalmazás eredetét és a szerzői jogokat jelzi, nem szolgál a cikkben szereplő információk forrásmegjelöléseként.